# Невшательський університет
Невшательський університет (фр. Université de Neuchâtel) — державний університет, заснований у 1834 році в Швейцарії — в місті Невшатель.

## Історія
Невшательська академія була створена в 1838 році пруським королем Фрідріхом Вільямом IV. У 1848 році Велика рада вирішила закрити Академію, а в 1866 році була створена нова «академія» і остаточно перейменована в 1909 році в університет.
Університет Невшателя розташований у самому центрі Французького регіону Швейцарії в Невшателі.
До 2005 року Університет Невшателя проводив навчання за французькою освітньою моделлю з деякими незначними відмінностями. В даний час університет відповідає академічним стандартам Болонського процесу, який пропонує трирівневу систему університетських ступенів, а саме: бакалавра, магістра та докторантуру.

## Структура
- Факультет гуманітарних наук,
- Факультет точних наук,
- Факультет права і економіки,
- Теологічний факультет.

## Відомі випускники та науковці університету
- Жан Піаже
- Вільям Хетчер
- Луї Агассіз
- Дені де Ружмон
- Арнольд Ван Геннеп
- Дік Марті
- Ален Берсе
- Жан Жак Елізе Реклю
- Мохаммед Мосаддик
- Макс Птіпьєр
- П'єр Обер
- П'єр Грабер
- Росаріо Мурілло
- Едмон Прива
- Морис Коттела
- Е Пейцзянь